# So Glad You're Mine
So Glad You're Mine (Tan agradecido de que seas mía) es un tema de rhythm and blues compuesto por Arthur Crudop, grabado y popularizado por Elvis Presley en 1956 en principio en su segundo álbum titulado Elvis  tras el éxito del cual inmediatamente RCA editó un EP denominado Elvis vol 2 el cual se convirtió en un éxito de ventas pese a que fue lanzado al mercado al mismo tiempo que el álbum.  Al año siguiente RCA editó un nuevo EP con temas del mismo álbum titulado Love Me donde se incluyó nuevamente la canción So Glad You're Mine.
El EP Elvis vol. 2 conteniendo el tema So Glad You're Mine vendió en su momento unas 400.000 copias y está catalogado hoy en día como disco de oro por la RIAA. 

## Grabación
So Glad You're Mine al igual que la totalidad del resto de los temas del EP Elvis vol 2 es uno de las primeras canciones que Elvis grabó teniendo ya su contrato con RCA debido a que su primer álbum Elvis Presley también incluía canciones registradas en los estudios Sun Records de Memphis. Elvis grabó So Glad You're Mine el 30 de enero de 1956 en los estudios de la compañía RCA en New York  imprimiéndole en la interpretación un carácter diametralmente diferente a la canción y orientada hacia el rock and roll.

## Músicos
- Elvis Presley - voz y guitarra rítmica acústica
- Scotty Moore - guitarra eléctrica
- Bill Black - contrabajo
- D. J. Fontana - batería
- Shorty Long - piano

## Letra
La canción trata con cierta tonada humorística acerca de un hombre que describe cuan alta es su novia y cómo se siente cada vez que ambos entran en cortejo amoroso, debido precisamente a la diferencia de altura entre ambos, aunque reconoce cuán amorosa es ella todo el tiempo en que están juntos. 
When my baby does what she does to me
I climb the highest mountain
Dive in the deepest sea
She cried, Ooo-wee
I believe I'll change my mind
She said: I'm so glad I'm living

I cried: I'm so glad you're mine

## Ediciones
- Elvis (álbum) 1956
- Elvis vol 2 (EP) 1956 [2]
- Love me (EP) 1957 [3]
- Elvis Presley - 100 Super Rocks 1976 [7]
- Elvis 56 (álbum) 2003 [8]